# Presídio do Morro de Massaió
O Presídio do morro de Massaió localizava-se na margem direita da foz do rio Jaguaribe, atual praia do Fortim, no município do mesmo nome, no litoral sul do estado brasileiro do Ceará.

## História
Este presídio foi erguido com a função de vigilância daquele trecho do litoral, para coibir as atividades de contrabando (BARRETTO, 1958:95).